# Indikatorværdier (økologi)
Den korte betegnelse indikatorværdier dækker over den mere udførlige: økologiske indikatorværdier for planter i Mellemeuropa. Det er en metode til beskrivelse af planters økologiske nicher og botaniske egenskaber, som blev udviklet af den tyske botaniker og økolog Heinz Ellenberg i løbet af 1970'erne. Som navnet siger, var metoden oprindelig målrettet mod mellemeuropæiske forhold, men den er fuldt brugbart også under danske betingelser. Indikatorværdierne blev i første omgang klarlagt gennem en systematisering af data for planters økologiske og botaniske tilpasninger, men de er senere blevet bekræftet ved analyser af jordbundsforhold og klimabetingelser på arternes typiske voksesteder. I 1999 undersøgte et par forskere holdbarheden af Ellenbergs system, hvad angår tal for jordbundsforhold, og fandt, at de er godt dækkende – i det store overblik.

## Oversigt over systemet
Indikatortallene opgøres altid i samme rækkefølge, nemlig lystal (L), temperaturtal (T), kontinentalitetstal (K), fugtighedstal (F), calciumtal eller reaktionstal (R) og kvælstoftal (N). Af og til angives værdien med et "x", som betyder, at det pågældende tal er uden betydning for den art, det drejer sig om.
L – Lystal
Lystallet angiver forekomsten i forhold til den relative belysningsstyrke (rl). I den forbindelse er det bestemmende for planterne, hvilken diffus belysning (tåge eller jævnt overskyet himmel) der findes på deres voksested i den periode, hvor de har fuld løvmasse (altså ca. juli-september). De fleste planter kan vokse i fuld sol, når luftfugtigheden er tilstrækkeligt høj.Konkurrencen fra hurtigtvoksende lysplanter fortrænger dog de skyggetålende til de skyggede områder, som lysplanterne ikke mere kan beherske. Det er afgørende for alle arter, hvor kraftig den relative belysningsstyrke er, når de sommergrønne planter har fuldt bladdække.
1. Dybskyggeplante: fra mindre end 1%, forekommer sjældent ved mere end 30% rl
2. Dybskygge- til skyggeplante: midt mellem 1 og 3
3. Skyggeplante: for det meste mindre end 5% rl, dog også på lysere steder
4. Skygge- til halvskyggeplante: mellem 3 og 5
5. Halvskyggeplante: kun undtagelsesvist i fuld lys, dog oftest ved mere end 10% rl.
6. Halvskygge- til halvlysplante: mellem 5 og 7, sjælden ved mindre end 20% rl.
7. Halvlysplante: mest i fuldt lys, men også i skygge 30% rl.
8. Halvlys-til Fuldlysplante: lysplante, kun undtagelsevis mindre end 40% rl.
9. Fuldlysplante: kun på fuldt beslyste steder, ikke ved mindre end 50% rl.

T – Temperaturtal
Angivelserne siger, hvor langt en art kan trænge mod nord, eller overført til bjergene: hvor højt den kan trænge opad.
1. Kuldeviser, kun i tundra eller på de højeste bjergtoppe
2. Mellem tundra og taiga
3. Kølighedsviser, som i taiga'en eller nær snegrænsen
4. Mild kølighed, som i Nordeuropa eller ovenfor bjergene skovgrænse
5. Svag kølighed som i England eller på den mellemste del af bjergskovene
6. Lunhed som i Vestfrankrig eller i løvskovene nederst på bjergene
7. Varme som i Sydvestfrankrig og i skove med mange stedsegrønne
8. Kraftig varme som syd for Pyrenæerne, Alperne og Karpaterne eller som sydvendte forbjerge
9. Østeuropæiske stepper eller Middelhavsområdet

K – Kontinentalitetstal
Dette tal viser artens forekomst set ud fra voksestedets grad af kontinentalitet lige fra atlanterhavskysten til det indre af Eurasien. Komplementært til temperaturtallet, der egentlig henviser til varmemiddeltallet, giver kontinentalitetstallet et begreb om vinterminimum, temperatursvingninger og senfrost i udbredelsesområdet.
1. Euoceanisk. Udelukkende kystnære voksesteder (f.eks. Vestnorge, Cornwall, Bretagne og Galicien).
2. Oceanisk. Kystnært præget (f.eks. Vestjylland, Holland og Baskerlandet).
3. Mellem oceanisk og suboceanisk (f.eks. Østjylland, Lorraine og Béarn)
4. Suboceanisk. Svagere kystpræg (f.eks. Halland, Sjælland, Nordtyskland og vestvendte bjergsider i Vestalperne).
5. Mellem suboceanisk og subkontinentalt (f.eks. Lolland-Falster, Schwarzwald og Jurabjergene).
6. Subkontinentalt. Svagt kontinentpræget (f.eks. Bornholm, Harzen, Wallis og de østlige Pyrenæer).
7. Mellem subkontinentalt og kontinentalt (f.eks. Öland, Burgenland, Kroatiens kyst og de Ioniske øer).
8. Kontinentalt. Meget tydeligt kontinentpræg (f.eks. Ungarn, Ukraine og den Anatolske Højslette)
9. Eukontinentalt. Præget af placeringer dybt inde i Eurasien (f.eks. Kirgisien, Gobi og Mongoliet).

F – Fugtighedstal
Tallet giver oplysnign om planternes forekomst i forhold til jordens fugtighed fra de klippesider med tyndt jordlag til sumpjorde med ringe eller dyb vandstand. Tallene henviser til planternes optræden i forhold til det øvrige vegetationsdække. Planter, der kan synes at være tørkeelskende er blot bedre til at tåle tørke end andre, og de kan lettere undvige konkurrencen fra kraftigere voksende planter, når de vokser på tør bund. Dette reaktionsmønster i forhold til vandforbruget kan også tjene som eksempel på forholdene, når det drejer sig om andre vækstfaktorer.
1. Stærk tørke. Planter, der kan leve på udtørrede steder og på tørre jorde.
2. Mellem 1 og 3
3. Tørke. Planter, der oftere findes på tørre end let fugtige jorde, men aldrig på fugtige jorde.
4. Mellem 3 og 5
5. Fugtighed. Planter, der har hovedudbredelsen på mellemfugtige jorde, men som ofte mangler på våde og udtørrede jorde.
6. Mellem 5 og 7
7. Stor fugtighed. Planter der har hovedudbredelse på godt gennemfugtede, men aldrig på våde jorde.
8. Mellem 7 og 9
9. Våd bund. Planter, der har hovedudbredelse på gennemvåde (og dermed luftfattige jorde).
10. Skiftende vandstand. Vandplanter, der dog klarer sig i længere tid på jorde, som er tørlagt.
11. Stående vand. Vandplanter, som har rødderne under vandet, men som rager op over overfladen, eller som er en svømmeplante
12. Undervandsplanter, som altid eller næsten vedvarende vokser nedsænket under overfladen.

R – Calciumtal
Calciumtallet viser arternes forekomst i forhold til jordens reaktion og - især - kalkindhold. Her gælder det som ved fugtighedstallene: Man kan ikke uden videre gå ud fra, at dyrkede planter har samme reaktionsmønstre, som planter, der lever under konkurrence fra andre arter.
Disse tal er ikke = pH-værdien.
1. Kraftigt syreindhold. Planterne forekommer aldrig på svagt sure eller på basiske jorde.
2. Mellem 1 og 3
3. Syreindhold. Tyngdepunktet er på sure jorde, men planterne findes af og til på svagt sure eller neutrale jorde.
4. Mellem 3 og 5
5. Næsten neutral. Planterne findes på svagt sure jorde, men ikke på stærkt sure, neutrale eller stærkt basiske steder
6. Mellem 5 og 7
7. Svagt syreindhold til svagt baseindhold. Planterne findes aldrig på stærkt sure jorde.
8. Mellem 7 og 9, dvs. viser for det meste kalkbund
9. Basisk eller kalkholdigt. Planterne findes altid på kalkrige jorde

N – Kvælstoftal
Angivelserne for dette forhold viser grove træk ved arternes reaktioner. Tallene kan dog have stor interesse, fordi tilvandring af arter som følge af udpining af jorden har betydning ved bestræbelser på at opnå større artsdiversitet.
1. Kvælstoffattigste voksesteder. Planterne findes kun på de fattigste jorde og forsvinder ved gødskning.
2. Mellem 1 og 3
3. Kvælstoffattige voksesteder. Planterne findes oftere på kvælstoffattige end på nogenlunde eller meget kvælstofrige jorde.
4. Mellem 3 og 5
5. Nogenlunde kvælstofrige voksesteder. Planterne er mere hyppigt forekommende på de nogenlunde kvælstofrige steder end på både de kvælstoffattige og de meget kvælstofrige jorde.
6. Mellem 5 og 7
7. Kvælstofrige voksesteder. Planterne har deres hovedudbredelse på kvælstofrige jorde, men er sjældnere at finde på kvælstoffattige eller nogenlunde kvælstofrige jorde.
8. Mellem 7 og 9
9. Overvældende kvælstofrige voksesteder. Planterne er koncentreret på overgødede og meget kvælstofrige jorde.

## Eksternt link
- Heinz Ellenberg og Christoph Leuschner: Zeigerwerte der Pflanzen Mitteleuropas Arkiveret 7. august 2015 hos  Wayback Machine - (tysk)-sproget tillægsmateriale til ovennævnte med indikatorværdier for arterne.
- Online Atlas of the British and Irish flora - se under "Habitats" for en given art.